# Benjamin Anastas
Benjamin Anastas (* 1969 in Gloucester, Massachusetts) ist ein US-amerikanischer Schriftsteller. Anastas, der abwechselnd in Brooklyn und in der Toskana lebt, schreibt unter anderem Rezensionen und Essays für The New York Times Magazine, The Paris Review, Men’s Vogue und GQ. Seinen ersten Roman An Underachiever’s Diary veröffentlichte er 1998.

## Werke (auf Deutsch)
- Tagebuch eines Versagers. Residenz, Salzburg 1999, ISBN 3-7017-1151-8.
- Die wahre Geschichte vom Verschwinden eines Pastors. Jung und Jung, Salzburg 2003, ISBN 3-902144-39-4.
- Am Fuß des Gebirgs. Jung und Jung, Salzburg 2005, ISBN 3-902144-90-4.